# Glattbach
Glattbach es un municipio alemán, ubicado en el distrito de Aschaffenburg, en el Regierungsbezirk de Baja Franconia, en el Estado federado de Baviera. Glattbach se encuentra en un valle al norte de Aschaffenburg en el extremo occidental de la cadena montañosa Spessart.